# John Millington Synge
John Millington Synge (Rathfarnham, 16 aprile 1871 – Dublino, 24 marzo 1909) è stato un drammaturgo irlandese.

## Biografia
A Parigi conobbe Yeats, che esercitò una costante e profonda influenza sulla sua produzione letteraria, sulla sua ideologia e sulla sua estetica.
I suoi lavori teatrali furono pochi, eppure esercitarono una profonda influenza su tutta la drammaturgia successiva e fino a pochi decenni fa sono stati ancora frequentemente rappresentati con successo in Irlanda e all'estero.
Synge non si limitò come Yeats ad ispirarsi ad antichi miti e alle leggende irlandesi allo scopo di realizzare una rinascita del teatro nazionale; egli tentò invece audacemente per i tempi, con passione ed ironia insieme, di raccontare un'Irlanda quale era veramente, con i suoi mali, i suoi pregiudizi ed insieme con quell'insostituibile patrimonio, tipicamente irlandese, che è la fantasia estrosa ed avventurosa del suo popolo.

## Opere
- In the Shadow of the Glen - L'ombra della vallata, 1903
- Riders to the Sea - Cavalcata a mare, 1904[1]
- The Well of the Saints - La fonte dei santi, 1905
- The Aran Islands - Le isole Aran, 1907
- The Playboy of the Western World - Il furfantello dell'Ovest, 1907[2]
- The Tinker's Wedding - La nozze dello zingaro calderaio, scritto nel 1904 e rappresentato nel 1908
- Poems and Translations - Poemi e traduzioni, 1909
- Deirdre of the Sorrows - Deirdre, l'addolorata, 1910
- In Wicklow and West Kerry - pubblicato postumo nel 1912